# PwC
PwC (skrótowiec od PricewaterhouseCoopers) – globalna sieć przedsiębiorstw świadczących usługi księgowe, audytorskie i doradcze, utworzona w 1998 w wyniku połączenia Price Waterhouse oraz Coopers&Lybrand. Składa się z formalnie niezależnych przedsiębiorstw funkcjonujących w każdym państwie działania, które zrzeszone są w przedsiębiorstwie koordynującym PriceWaterhouseCoopers International Limited (PwCIL) z siedzibą w Londynie.
Należy do tak zwanej wielkiej czwórki przedsiębiorstw zajmujących się audytem (obok Deloitte, EY i KPMG).

## Historia
W 1854 roku William Cooper założył przedsiębiorstwo księgowe w Londynie, przekształcone 7 lat później w Cooper Brothers (po dołączeniu do przedsiębiorstwa braci Coopera).
W 1898 roku Robert H. Montgomery, William M. Lybrand, Adam A. Ross Jr. i jego brat T. Edward Ross założyli Lybrand, Ross Brothers and Montgomery w Stanach Zjednoczonych.
W 1957 Cooper Brothers; Lybrand, Ross Bros & Montgomery i kanadyjskie przedsiębiorstwo McDonald, Currie and Co, wspólnie przyjęły firmę Coopers&Lybrand dla międzynarodowej działalności. W 1973 trzy przedsiębiorstwa członkowskie z Wielkiej Brytanii, USA i Kanady zmieniły swoje firmy na Coopers & Lybrand.
Samuel Lowell Price, księgowy, założył przedsiębiorstwo w Londynie w 1849 roku. W 1865 Price wszedł we współpracę z Williamem Hopkinsem Holylandem i Edwinem Waterhousem. Holyland szybko zrezygnował ze współpracy, zakładając własną działalność, a przedsiębiorstwo zmieniło firmę na Price, Waterhouse & Co. w 1874.
Pod koniec XIX wieku, Price Waterhouse zdobywało renomę jako przedsiębiorstwo doradcze. W wyniku ożywionych stosunków handlowych między Wielką Brytanią a Stanami Zjednoczonymi, Price Waterhsouse otworzyło biuro w Nowym Jorku w 1890.
W 1998 roku, Price Waterhouse połączył się z Cooper&Lybrand, tworząc PricewaterhouseCoopers.

## PwC w Polsce
PwC działa w Polsce od 1990 (licząc okres działania jego poprzedników prawnych); pierwsze oddziały Coopers&Lybrand oraz Price Waterhouse powstały w Warszawie. Obecnie firma ma biura w 10 polskich miastach – Warszawie, Gdańsku, Katowicach, Krakowie, Łodzi, Opolu, Poznaniu, Wrocławiu, Rzeszowie i Lublinie.
Od 1 lipca 2009 do lipca 2014 prezesem PwC w Polsce była Olga Grygier-Siddons, która w lipcu 2014 objęła funkcję prezesa PwC w regionie Europy Środkowo-Wschodniej. Na stanowisku prezesa PwC Polska zastąpił ją Adam Krasoń i pełnił tę funkcję do końca 2022 roku. Od stycznia 2023 prezesem PwC Polska jest Michał Mastalerz. Adam Krasoń objął rolę prezesa PwC w Europie Środkowo-Wschodniej.
Organizator konkursu „Grasz o staż” dla studentów ostatnich lat oraz absolwentów.

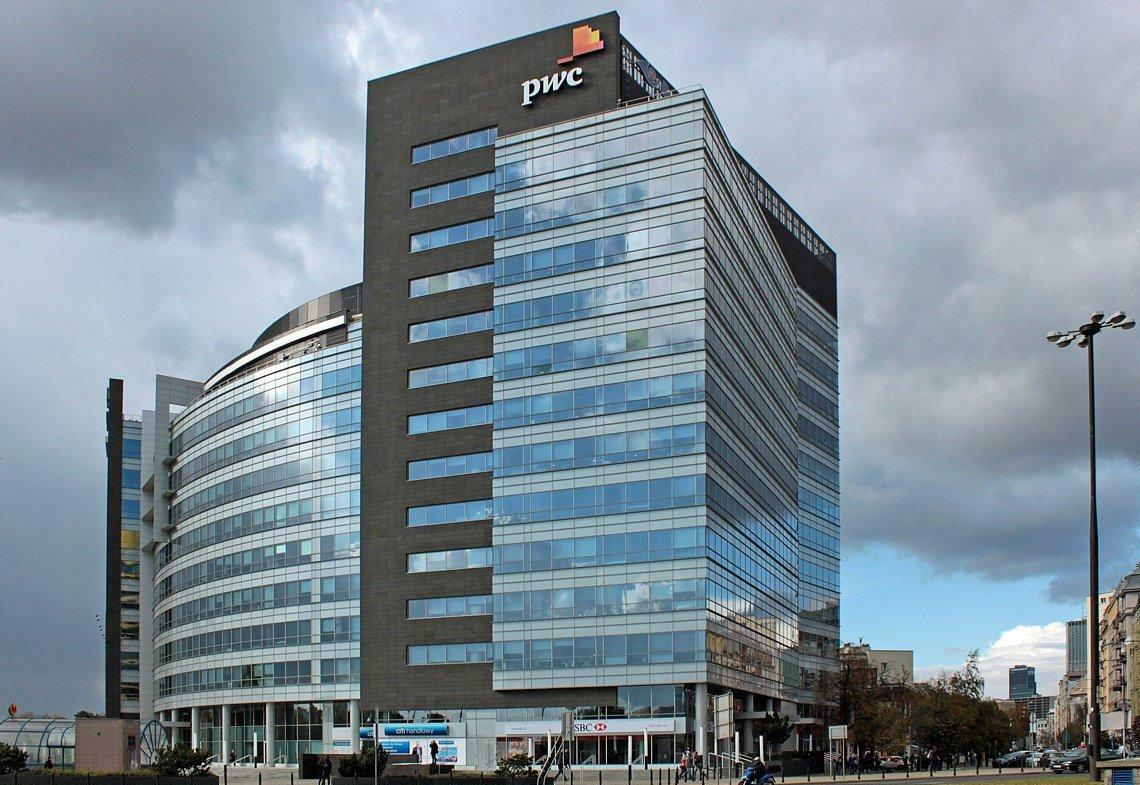
Siedziba PwC w Polsce, Warszawa

### Usługi
Przedsiębiorstwo działa w trzech głównych pionach usługowych: audyt (assurance), usługi doradcze (advisory) oraz doradztwo podatkowe (tax). W ramach trzech głównych pionów usługowych PwC Polska świadczy:
- audyt i usługi księgowe
- doradztwo podatkowe
- doradztwo biznesowe
- zarządzanie ryzykiem
- doradztwo transakcyjne
- kapitał ludzki[9].

Od listopada 2009 funkcjonuje kancelaria prawna PwC Legal, świadcząca usługi z zakresu doradztwa prawnego. Przedsiębiorstwo prowadzi także usługi szkoleniowe w ramach Akademii PwC.

## Kontrowersje

### Podatki Caterpillar
W 2014 roku wyszło na jaw, że PwC otrzymało 55 mln USD od Caterpillar na opracowanie schematu unikania płacenia podatków. Według dochodzenia przeprowadzonego przez Senat USA, PwC pomogło Caterpillar Inc. obniżyć podatki przez ponad dekadę. Zyski o wartości 8 mld USD przeniesiono z USA do Szwajcarii, co rzekomo umożliwiło zaoszczędzenie ponad 2,4 mld USD w podatkach w USA w ciągu dekady. W Szwajcarii zyski opodatkowano stawką 4%.

### Evergrande
PwC prowadzi od 2009 r. audyty chińskiej spółki zajmującej się nieruchomościami Evergrande i otrzymało za nie wynagrodzenie w wysokości 42 mln dolarów.